# Primena ACE inhibitora i blokatora angiotenzinskih receptora tokom pandemije kovida 19
Primena ACE inhibitora i blokatora angiotenzinskih receptora tokom pandemije kovida 19 prema stavu eksperata Evropskog udruženja kardiologa (ESC), nije kontraindikovana jer nema naučnih i kliničkih dokaza da povećava rizik od kovida 19. Ovom stavu prethodila je pogrešna aktivnost pojedinih lekara ili samoinicijativno pojedinih pacijenata, koji su obustavljali antihipertenzivnu terapiju ukoliko je ona sadržala neki od ACE inhibitora i blokatora angiotenzinskih receptora. Kako ove lekove najčešće koriste pacijenti sa hipertenzijom, insufiicijencijom srca i bubrežni bolesti, to je kod njih izazvalo najveću paniku.

## Stav Evropskog udruženja kardiologa
Nakon što se među lekarima na globalnom nivou brzo proširila vest da primena ACE inhibitora i blokatora angiotenzinskih receptora (akronim ARB) povećava rizik od infekcije novim koronavirusom, i da kod inficiranih dodatno komplikuje kliničku sliku. Kao i zbog sve učestalije pojave da su pojedini lekari svojim pacijentima isključivali ove efikasne lekove za hipertenziju iz terapije, ili su pacijenti sami to činili, na svoju ruku, eksperti Evropskog udruženja kardiologa (ESC), bili su prinuđeni da javno istupe sa sledećim svojim stavom, 

## Suprotstavljeni stavovi
Od komorbiditeta svojom učestalošću u pandemiji izazvanoj kovidom 19, izdvojili su se:
- arterijska hipertenzija,
- šećerna bolest,
- cerebrovaskularna oboljenja.

Međutim istraživanja među osobama obolelim i umrlim od kovida 19, ukazuju na to da se pretežno radi o starijim osobama koje često pored arterijske hipertenzije imaju i brojna hronična oboljenja. 
| „ | Kako su lekovi koji inhibiraju RAAS među najefikasnijim i najpropisivanijim lekovima za terapiju hipertenzije, logično je pretpostaviti da su osobe preminule usled Kovida-19, sa češćom pojavom hipertenzije – češće bili na terapiji ACE inhibitora i blokatora angiotenzinskih receptora. To je bez ikakve uzorčno-posledične veze, kod pojedinaca razvilo sumnju da je veći mortalitet kod infekcije izazvane virusom SARS-CoV-2, koja se sve više širila društvenim mrežama i izazvala paniku među lekarima i kardiovaskularnim bolesnicima. | ” |

Kao glavni argument zagovornici ukidanja terapije ACE inhibitora i blokatora angiotenzinskih receptora nalaze u mehanizmu kojim deluju svi koronavirusi (SARS-CoV-1, MERS, pa i novi koronavirus SARS-CoV-2). Naime, ovi virusi se vezuju sopstvenim receptorima (poznat kao ACE2 enzim.) na površinu ćelija u koje planiraju da uđu (prevashodno za ćelije respiratornog, potom i digestivnog trakta). Sa druge strane, poznato je da primena ACE inhibitora i blokatora angiotenzinskih receptora povećava ekspresiju ovog receptora na ćelijama.
Međutim, postoje i potpuno drugačij činjenice iz eksperimentalnih studija u kojima je uočeno da ACE inhibitori i blokatori angiotenzinskih receptora mogu imati protektivan efekat od pojave ozbiljnih plućnih komplikacija kod kovida 19. Ali ovo nije još uvek potvrđeno kod ljudi.

## Spoljašnje veze
- ESC Says Continue Hypertension Meds Despite COVID-19 Concern (језик: енглески)

|  | Molimo Vas, obratite pažnju na važno upozorenje u vezi sa temama iz oblasti medicine (zdravlja). |